# Satisficing
Satisficing è un concetto di teoria delle decisioni che si riferisce alla strategia che cerca di soddisfare i criteri di adeguatezza, piuttosto che individuare una soluzione ottimale.
La parola satisficing è un neologismo (più precisamente, una parola macedonia) coniato da Herbert Simon (1956) composto dalle parole inglesi "satisfaction"= soddisfazione e "suffice" =sufficienza. 
Herbert Simon aveva sottolineato che agli esseri umani mancano le risorse cognitive per massimizzare: di solito non conoscono con quale probabilità si ottengono i vari esiti, si possono raramente valutare tutti i risultati con sufficiente precisione, e la nostra memoria è debole e non molto affidabile. 
Un approccio più realistico alla razionalità tiene conto di queste limitazioni: la razionalità limitata.